# Abbaye Notre-Dame de Lure
Pour les articles homonymes, voir abbaye Notre-Dame et Notre-Dame.
Ne doit pas être confondu avec Abbaye de Lure.
L’abbaye Notre-Dame de Lure est une ancienne abbaye fondée au XIIe siècle et située dans la forêt de la montagne de Lure sur la commune de Saint-Étienne-les-Orgues (actuelles Alpes-de-Haute-Provence, France), à plus de 1 200 m d’altitude.

## Historique
La légende rapporte que l'ermite saint Donat, vivant près de Peyruis, serait venu se retirer dans ce lieu particulièrement isolé et y fonder l’abbaye Notre-Dame de Lure au VIe siècle. Elle aurait été détruite au XIe, puis donnée à l’abbaye Notre-Dame de Boscodon qui la refonde en 1166. À la même époque, l'abbaye de Clausonne, fille de l'abbaye Notre-Dame de Lure, est construite en 1185 dans les Hautes-Alpes. 

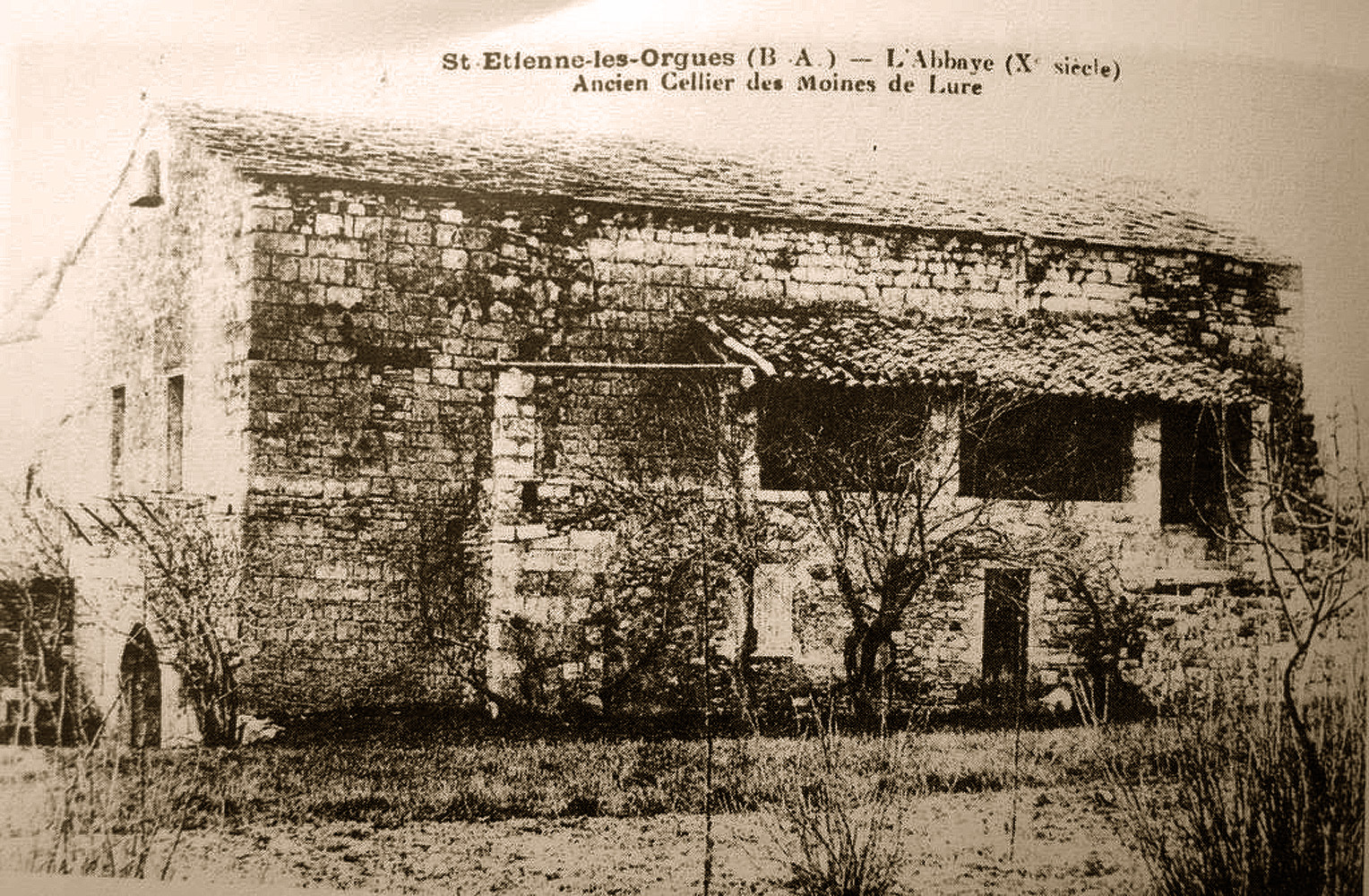
L'ancien cellier de l'abbaye à Saint-Étienne-les-Orgues, dit l'abbadié.

Elle a été fondée ex nihilo à partir de 1165 par essaimage de l'abbaye de Boscodon, elle-même filiale de l'abbaye Notre-Dame-de-Chalais (l'abbaye-mère, près de Voreppe en Isère). Son site fut d'ailleurs donné à cette date par les seigneurs locaux à Guigues, abbé de Boscodon, lors d'un acte signé au pied du village de Redortiers, puis construit, dès 1166, sous la responsabilité de Guigues de Revel, auquel on doit aussi les abbayes de Boscodon et de Prads. Cet acte de donation fut confirmé plusieurs fois, en particulier en 1207, dans une charte qui détaille tous les prieurés de l'abbaye placée sous le vocable de Sainte-Marie. Il y était fait mention, entre autres, d'un cellier, sis près de Saint-Étienne-les-Orgues, donné par Guillaume IV de Forcalquier, en novembre 1191. S'y ajoutaient les prieurés donnés à l'abbaye dans le pays d'Aigues, la région de Manosque et la vallée du Jabron. 
Au début du XIVe siècle, l'abbaye et les chanoines de la cathédrale d'Aix-en-Provence sont en conflit au sujet du prieuré de La Tour-d'Aigues, il s'ensuit un procès qui va durer de 1304 à 1306. Comme en 1303, l'abbaye de Chalais avait intégré l'ordre des Chartreux, celle de Lure demande au pape Benoît XI de la rattacher aux dominicains d'Aix. L'affaire échoua à Rome. 
Ce fut la papauté d'Avignon et Jean XXII qui réglèrent le sort de Lure, en 1317. L'abbaye fut rattachée au chapitre de la cathédrale Notre-Dame des Doms d'Avignon qui suivait la règle des Augustins. L'abbé et douze moines devenaient chanoines de l'église d'Avignon, tout en continuant à résider sur place, tandis que huit moines rejoignait la cité des papes. En contrepartie, le chapitre d'Avignon avait désormais un droit de regard sur la désignation des abbés de Lure. 
Dès lors, la règle se relâcha et il y eut de moins en moins de moines qui restèrent l'hiver à l'abbaye. Ils préféraient descendre à leur cellier qui fut désormais rebaptisé l'Abbadié (l'abbaye). En 1481, sous le pontificat de Sixte IV, Notre-Dame de Lure fut sécularisée tout comme Saint-Paul de Mausole et Saint-Michel de Frigolet.
Placée désormais sous l'autorité d'un abbé commendataire qui ne résidait pas, l'abbaye périclita. Elle fut brûlée, en 1562, au cours des guerres de Religion, le même sort fut réservé à l'Abbadié, en 1578. En cette fin de XVIe siècle, Lure était en ruines et ne servit que de refuges aux bergers et aux bûcherons. Mais en 1636, le conseil de ville de Saint-Étienne et le clergé local décidèrent de faire restaurer les lieux. Des travaux furent entrepris tant sur l'abbatiale que sur l'ermitage, la fontaine et la citerne. Ils s'achevèrent en 1659.

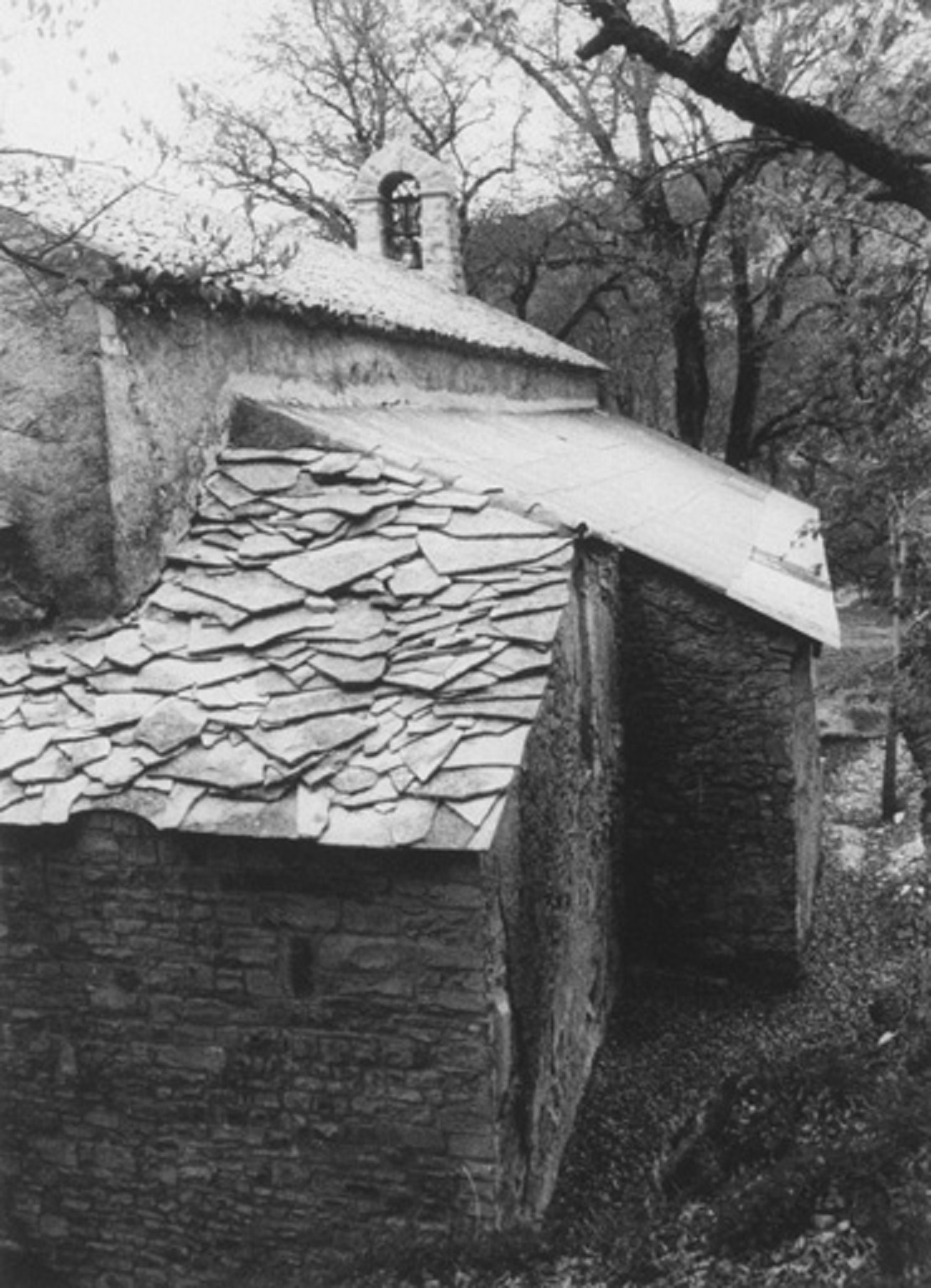
Toit en lauzes d'une dépendance.

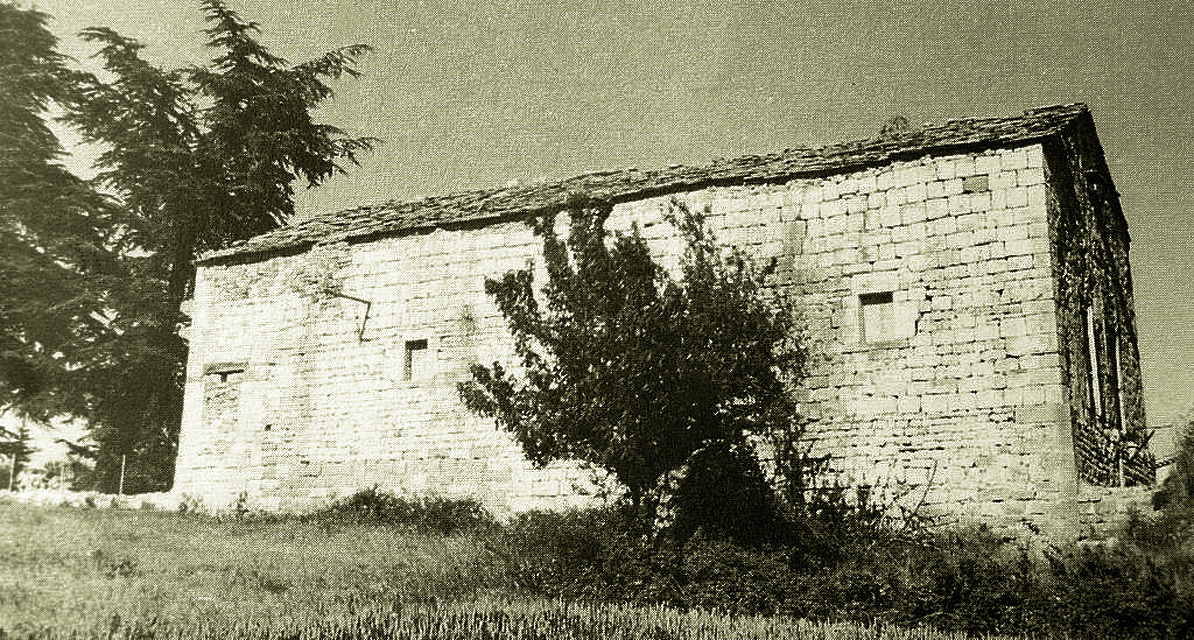
L'abbadié, au début du XXe siècle, après restauration.

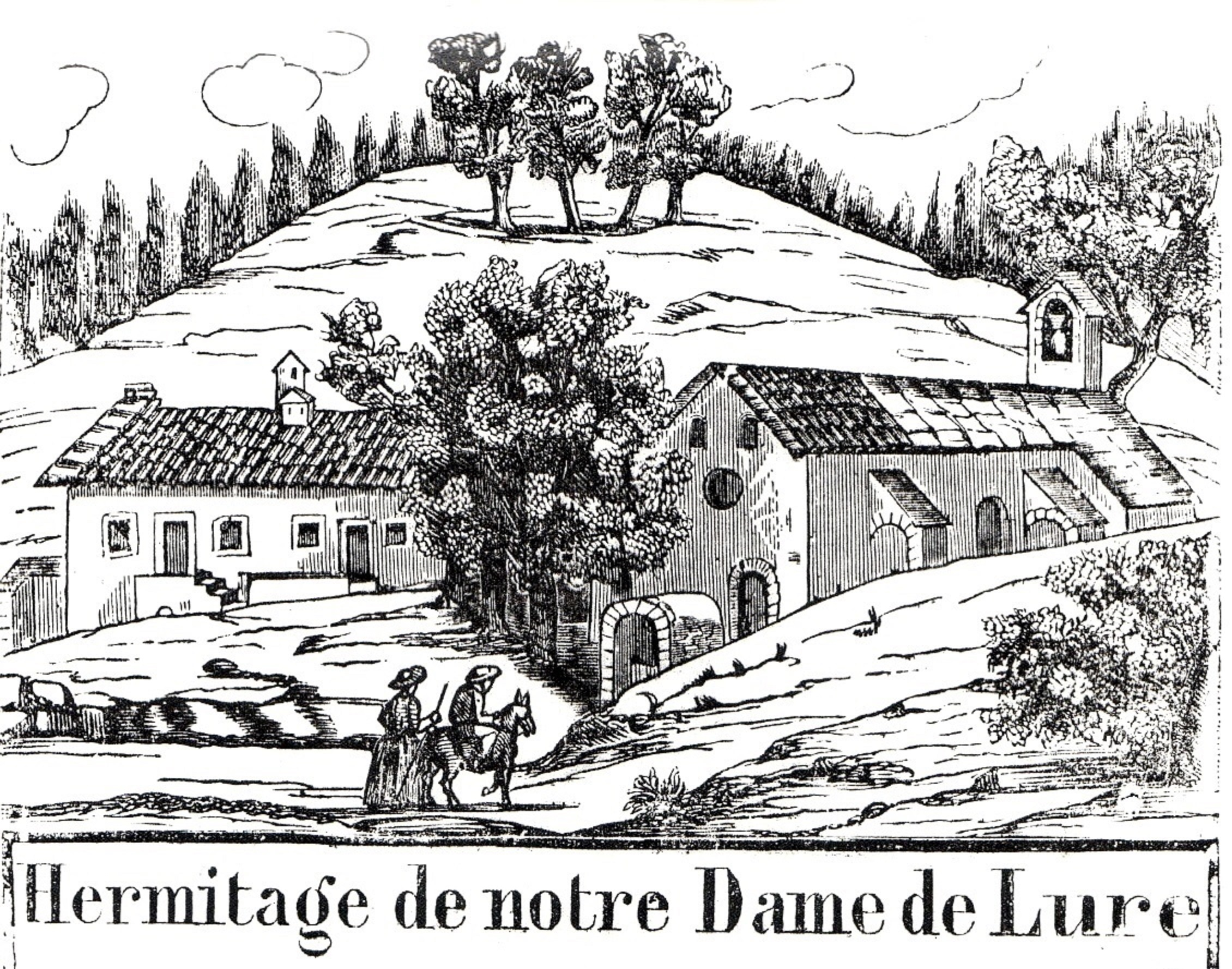
Hermitage de Notre-Dame de Lure en 1858.

Depuis, l'abbaye se compose essentiellement de l'église abbatiale, vestige le mieux conservé de l'ouvrage initial. Le cloître et les bâtiments conventuels ont disparu. Le reste des communs de l'abbaye se résume à deux salles voûtées. L'une d'entre elles constitue le sous-sol de l'ermitage actuel.
Pour redonner son lustre à ce lieu de culte, un pèlerinage annuel fut dès lors organisé. Il y eut des miracles et l'évêque de Sisteron fit remonter cette nouvelle jusqu'au pape. Ils furent authentifiés en 1656, et Alexandre VII autorisa la création de la confrérie de Notre-Dame de Lure.  
En 1790, l'abbé commendataire se vit dépouiller de ses ressources par la vente des terres agricoles de Lure. Le conseil municipal de Saint-Étienne, quant à lui, se porta acquéreur le 4 avril 1791 de l'abbaye et de ses communs ainsi que de la source. Ce fut après le concordat, en 1801, que reprit le pèlerinage. Petit à petit les abords furent aménagés par la plantation de 22 tilleuls en 1824, la restauration de l'ermitage en 1828, et celle de la façade en 1879.  
Une nouvelle campagne de restauration s'est ouverte en 1975 sous l'égide de l'association des amis de Notre-Dame de Lure qui a organisé pendant plus de trente ans sur le site un chantier de jeunes bénévoles sous la direction de l'architecte en chef des Monuments historiques.

## Architecture

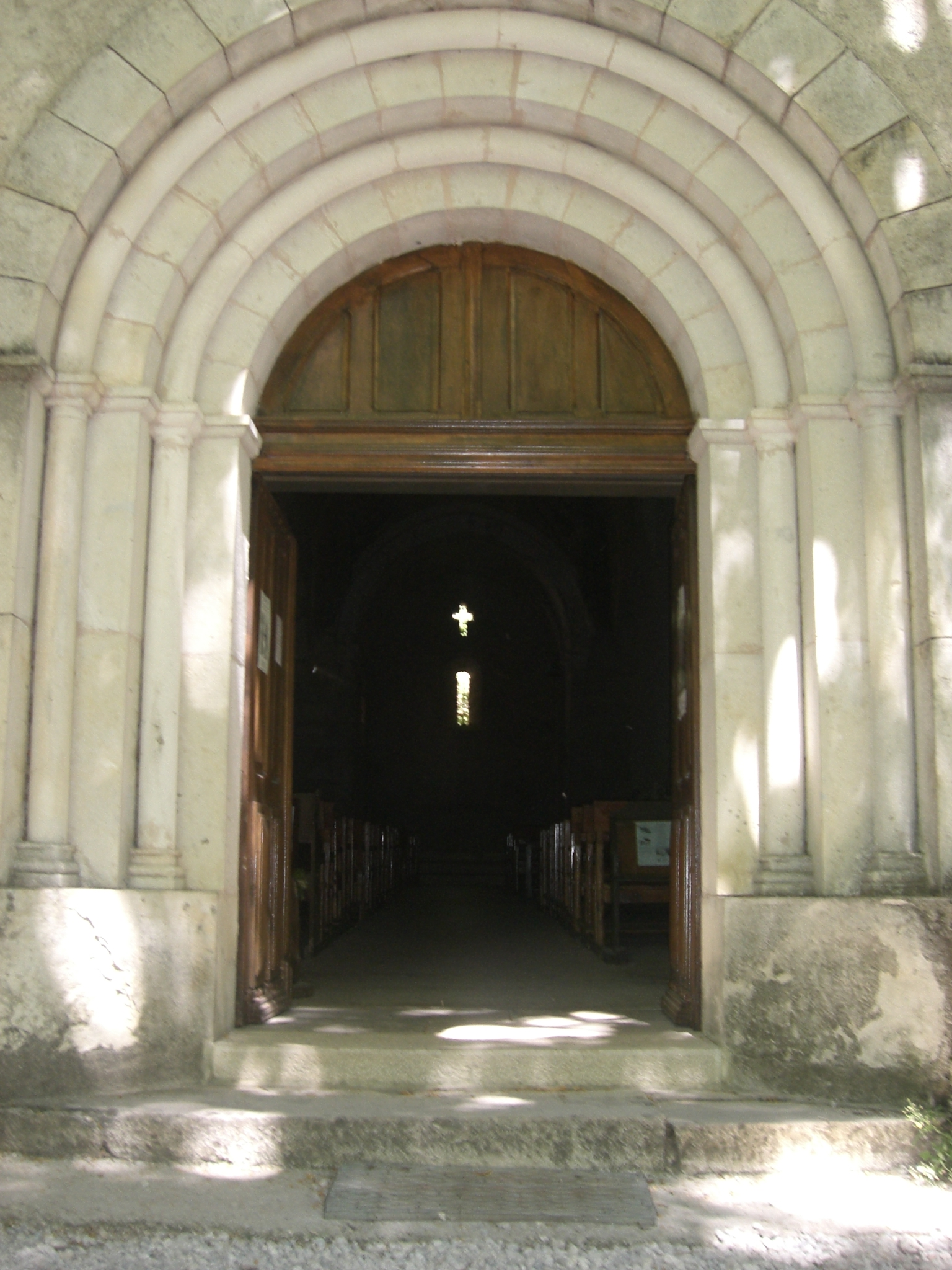
Le mur du chevet de l'abbaye de Notre-Dame de Lure vu à travers le portail.

La disposition des lieux a commandé l'orientation des bâtiments : de ce fait, l'église, contrairement à l'usage, a son chevet tourné vers le nord-est (et non à l'est) ; les bâtiments conventuels (cloître etc.), aujourd'hui ruinés, se trouvaient à l'est de l'église et les communs, dont la cave de l'ermitage, belle salle voûtée, en est un vestige, à l'ouest.
Elle a la forme d'une croix latine et se compose d'une nef de quatre travées voûtées en plein cintre (environ 10 m sous voûte), prolongée par un chœur à chevet plat, le sanctuaire étant légèrement surélevé ; au niveau de la quatrième travée, s'ouvre un faux transept qui donne accès à 2 chapelles. Le transept et les chapelles sont couverts d'une voûte en berceau légèrement brisé. 
L'édifice est bien éclairé au niveau de la nef par de larges baies vers le sud-est et d'étroites meurtrières au nord-ouest, mais plus largement encore dans le sanctuaire qu'illuminent trois baies et un oculus en forme de croix. 
Vers le nord-ouest, l'édifice a été agrandi, dès la fin du XIIe par l'adjonction d'un faux collatéral, qui se présente sous la forme d'une galerie, couverte d'une voûte en demi-berceau. Un portail à trois voussures en plein cintre s'ouvre dans la première travée, dans l'axe de l'entrée primitive de l'église.
Le rez-de-chaussée de l'ermitage, aujourd'hui très enterré, est une construction longue de 20 mètres, bien appareillée, voûtée en berceau continu, dans laquelle on accédait par deux portes ouvertes au midi mais actuellement obturées.
L'église est classée monument historique en 1980 avec les communs subsistants.

## Pèlerinage
- Le 15 août, une messe est célébrée dans l'église Notre-Dame de Lure à l'occasion de la fête de l'Assomption.